# Südkoreanische Badmintonmeisterschaft 1961
Die Südkoreanische Badmintonmeisterschaft 1961 fand in Seoul statt. Es war die dritte Austragung der nationalen Titelkämpfe von Südkorea im Badminton.

## Titelträger
| Disziplin    | Sieger                    |
| ------------ | ------------------------- |
| Herreneinzel | Kim Bok-man               |
| Dameneinzel  | Park Jin-soo              |
| Herrendoppel | Kim Bok-man Bang See-chan |
| Damendoppel  | Park Jin-soo Kim Kwang-ja |
| Mixed        | Kim Bok-man Park Jin-soo  |